# Ranunculus jingyuanensis
Ranunculus jingyuanensis är en ranunkelväxtart som beskrevs av Wen Tsai Wang. Ranunculus jingyuanensis ingår i släktet ranunkler, och familjen ranunkelväxter. Inga underarter finns listade i Catalogue of Life.